# Championnats des quatre continents de patinage artistique 2008
Navigation
Édition précédente Édition suivante
Les championnats des quatre continents 2008 ont lieu du 11 au 17 février 2008 au Seongsa Ice Rink de Goyang en Corée du Sud.

## Qualifications
Les patineurs sont éligibles à l'épreuve s'ils représentent une nation non européenne membre de l'Union internationale de patinage (International Skating Union en anglais) et s'ils ont atteint l'âge de 15 ans avant le 1er juillet 2007 dans leur pays de naissance. La compétition correspondante pour les patineurs européens est le championnat d'Europe 2008. Les fédérations nationales sélectionnent leurs patineurs en fonction de leurs propres critères, mais l'Union internationale de patinage exige un score minimum d'éléments techniques (Technical Elements Score en anglais) lors d'une compétition internationale avant les championnats des Quatre Continents.
Chaque nation membre qualifiée peut avoir jusqu'à trois inscriptions par discipline, sans tenir compte des résultats de la saison précédente.

## Podiums
| Épreuves                            | Or                        | Argent                      | Bronze                             |
| ----------------------------------- | ------------------------- | --------------------------- | ---------------------------------- |
| Messieurs résultats détaillés       | Daisuke Takahashi         | Jeffrey Buttle              | Evan Lysacek                       |
| Dames résultats détaillés           | Mao Asada                 | Joannie Rochette            | Miki Ando                          |
| Couples résultats détaillés         | Pang Qing / Tong Jian     | Zhang Dan / Zhang Hao       | Brooke Castile / Benjamin Okolski  |
| Danse sur glace résultats détaillés | Tessa Virtue / Scott Moir | Meryl Davis / Charlie White | Kimberly Navarro / Brent Bommentre |

## Tableau des médailles
| Rang  | Nation     | Or | Argent | Bronze | Total |
| ----- | ---------- | -- | ------ | ------ | ----- |
| 1     | Japon      | 2  | 0      | 1      | 3     |
| 2     | Canada     | 1  | 2      | 0      | 3     |
| 3     | Chine      | 1  | 1      | 0      | 2     |
| 4     | États-Unis | 0  | 1      | 3      | 4     |
| Total | Total      | 4  | 4      | 4      | 12    |

## Détails des compétitions

### Messieurs

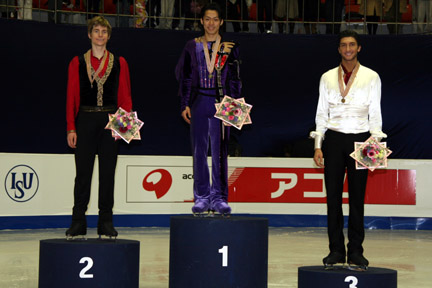
Podium des Messieurs

| Rang | Nom                | Nation           | Points | Programme court | Programme court | Programme libre | Programme libre |
| ---- | ------------------ | ---------------- | ------ | --------------- | --------------- | --------------- | --------------- |
| 1    | Daisuke Takahashi  | Japon            | 264.41 | 1               | 88.57           | 1               | 175.84          |
| 2    | Jeffrey Buttle     | Canada           | 234.02 | 3               | 83.85           | 2               | 150.17          |
| 3    | Evan Lysacek       | États-Unis       | 233.11 | 2               | 84.06           | 3               | 149.05          |
| 4    | Stephen Carriere   | États-Unis       | 218.30 | 4               | 74.08           | 5               | 144.22          |
| 5    | Jeremy Abbott      | États-Unis       | 206.40 | 9               | 60.87           | 4               | 145.53          |
| 6    | Li Chengjiang      | Chine            | 197.98 | 5               | 72.25           | 9               | 125.73          |
| 7    | Vaughn Chipeur     | Canada           | 196.57 | 6               | 70.83           | 8               | 125.74          |
| 8    | Takahiko Kozuka    | Japon            | 196.38 | 7               | 67.48           | 6               | 128.90          |
| 9    | Shawn Sawyer       | Canada           | 187.18 | 10              | 60.79           | 7               | 126.39          |
| 10   | Wu Jialiang        | Chine            | 182.94 | 8               | 64.35           | 11              | 118.59          |
| 11   | Xu Ming            | Chine            | 169.17 | 12              | 49.08           | 10              | 120.09          |
| 12   | Kensuke Nakaniwa   | Japon            | 167.37 | 11              | 55.82           | 12              | 111.55          |
| 13   | Abzal Rakimgaliev  | Kazakhstan       | 138.88 | 13              | 43.17           | 13              | 95.71           |
| 14   | Tristan Thode      | Nouvelle-Zélande | 115.99 | 14              | 42.16           | 16              | 73.83           |
| 15   | Luis Hernández     | Mexique          | 112.05 | 16              | 39.39           | 17              | 72.66           |
| 16   | Justin Pietersen   | Afrique du Sud   | 111.16 | 18              | 36.39           | 14              | 74.77           |
| 17   | Nicholas Fernandez | Australie        | 109.77 | 15              | 41.14           | 20              | 68.63           |
| 18   | Joel Watson        | Nouvelle-Zélande | 109.03 | 19              | 35.02           | 15              | 74.01           |
| 19   | Kevin Alves        | Brésil           | 108.12 | 17              | 37.05           | 18              | 71.07           |
| 20   | Robert McNamara    | Australie        | 102.23 | 21              | 32.42           | 19              | 69.81           |
| 21   | Humberto Contreras | Mexique          | 95.50  | 20              | 34.20           | 21              | 61.30           |

### Dames

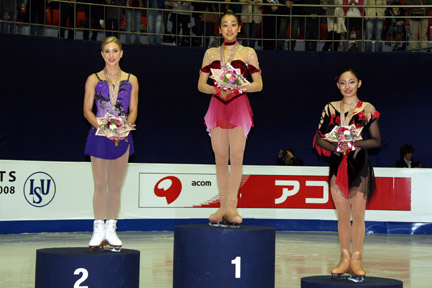
Podium des Dames

| Rang                                          | Nom                     | Nation           | Points | Programme court | Programme court | Programme libre | Programme libre |
| --------------------------------------------- | ----------------------- | ---------------- | ------ | --------------- | --------------- | --------------- | --------------- |
| 1                                             | Mao Asada               | Japon            | 193.25 | 1               | 60.94           | 1               | 132.31          |
| 2                                             | Joannie Rochette        | Canada           | 179.54 | 3               | 60.04           | 2               | 119.50          |
| 3                                             | Miki Ando               | Japon            | 177.66 | 2               | 60.07           | 3               | 117.59          |
| 4                                             | Kim Na-young            | Corée du Sud     | 158.49 | 6               | 53.08           | 4               | 105.41          |
| 5                                             | Mira Leung              | Canada           | 157.36 | 7               | 53.01           | 6               | 104.35          |
| 6                                             | Katrina Hacker          | États-Unis       | 153.86 | 10              | 49.86           | 7               | 104.00          |
| 7                                             | Cynthia Phaneuf         | Canada           | 152.67 | 8               | 50.63           | 8               | 102.04          |
| 8                                             | Ashley Wagner           | États-Unis       | 152.46 | 12              | 47.29           | 5               | 105.17          |
| 9                                             | Anastasia Gimazetdinova | Ouzbékistan      | 150.07 | 4               | 55.49           | 10              | 94.58           |
| 10                                            | Fumie Suguri            | Japon            | 145.06 | 9               | 50.24           | 9               | 94.82           |
| 11                                            | Beatrisa Liang          | États-Unis       | 144.25 | 5               | 54.05           | 11              | 90.20           |
| 12                                            | Wang Yueren             | Chine            | 129.88 | 15              | 44.69           | 13              | 85.19           |
| 13                                            | Xu Binshu               | Chine            | 128.39 | 11              | 49.62           | 14              | 78.77           |
| 14                                            | Liu Yan                 | Chine            | 124.09 | 16              | 37.33           | 12              | 86.76           |
| 15                                            | Melinda Sherilyn Wang   | Taipei chinois   | 119.58 | 14              | 45.95           | 15              | 73.63           |
| 16                                            | Kim Chae-hwa            | Corée du Sud     | 115.85 | 13              | 46.76           | 16              | 69.09           |
| 17                                            | Loretta Hamui           | Mexique          | 99.89  | 18              | 34.87           | 17              | 65.02           |
| 18                                            | Ana Cecilia Cantu       | Mexique          | 94.76  | 17              | 37.10           | 20              | 57.66           |
| 19                                            | Tina Wang               | Australie        | 94.28  | 21              | 30.57           | 18              | 63.71           |
| 20                                            | Lejeanne Marais         | Afrique du Sud   | 90.52  | 22              | 29.38           | 19              | 61.14           |
| 21                                            | Tamami Ono              | Hong Kong        | 88.96  | 20              | 31.97           | 21              | 56.99           |
| 22                                            | Gracielle Jeanne Tan    | Philippines      | 80.88  | 24              | 28.50           | 22              | 52.38           |
| 23                                            | Charissa Tansomboon     | Thaïlande        | 79.28  | 19              | 32.31           | 24              | 46.97           |
| 24                                            | Corenne Bruhns          | Mexique          | 76.89  | 23              | 28.63           | 23              | 48.26           |
| Patineuses éliminées après le programme court |                         |                  |        |                 |                 |                 |                 |
| 25                                            | Crystal Wynewyne Kiang  | Taipei chinois   |        | 25              | 28.12           | NC              | NC              |
| 26                                            | Abigail Pietersen       | Afrique du Sud   |        | 26              | 27.44           | NC              | NC              |
| 27                                            | Morgan Figgins          | Nouvelle-Zélande |        | 27              | 26.92           | NC              | NC              |
| 28                                            | Phoebe Di Tommaso       | Australie        |        | 28              | 25.76           | NC              | NC              |
| 29                                            | Siobhan McColl          | Afrique du Sud   |        | 29              | 23.40           | NC              | NC              |
| 30                                            | Stacy Perfetti          | Brésil           |        | 30              | 21.97           | NC              | NC              |
| 31                                            | Kristine Y. Lee         | Hong Kong        |        | 31              | 20.53           | NC              | NC              |
| 32                                            | Tiffany Ting-Ye Wu      | Taipei chinois   |        | 32              | 18.64           | NC              | NC              |

### Couples

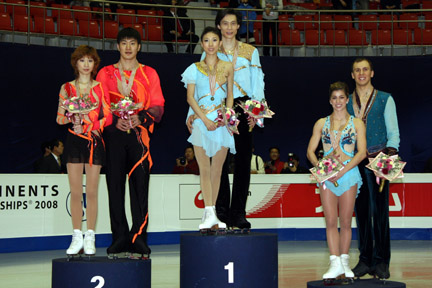
Podium des couples artistiques

| Rang | Nom                               | Nation      | Points | Programme court | Programme court | Programme libre | Programme libre |
| ---- | --------------------------------- | ----------- | ------ | --------------- | --------------- | --------------- | --------------- |
| 1    | Pang Qing / Tong Jian             | Chine       | 187.33 | 2               | 67.70           | 1               | 119.63          |
| 2    | Zhang Dan / Zhang Hao             | Chine       | 181.84 | 1               | 70.45           | 2               | 111.39          |
| 3    | Brooke Castile / Benjamin Okolski | États-Unis  | 159.99 | 4               | 56.44           | 3               | 103.55          |
| 4    | Rena Inoue / John Baldwin         | États-Unis  | 156.00 | 3               | 57.40           | 4               | 98.60           |
| 5    | Jessica Miller / Ian Moram        | Canada      | 149.24 | 5               | 54.88           | 5               | 94.36           |
| 6    | Li Jiaqi / Xu Jiankun             | Chine       | 144.53 | 6               | 53.26           | 6               | 91.27           |
| 7    | Mylène Brodeur / John Mattatall   | Canada      | 141.46 | 7               | 52.50           | 7               | 88.96           |
| 8    | Tiffany Vise / Derek Trent        | États-Unis  | 134.41 | 8               | 45.82           | 8               | 88.59           |
| 9    | Marina Aganina / Dmitri Zobnin    | Ouzbékistan | 93.77  | 9               | 36.82           | 9               | 56.95           |

### Danse sur glace

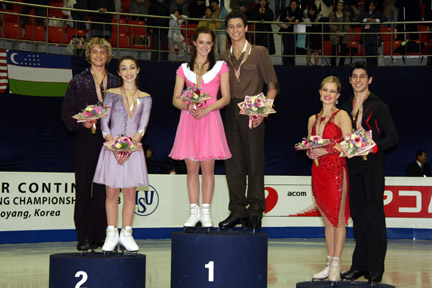
Podium de la danse sur glace

| Rang | Nom                                 | Nation      | Points | Danse imposée | Danse imposée | Danse originale | Danse originale | Danse libre | Danse libre |
| ---- | ----------------------------------- | ----------- | ------ | ------------- | ------------- | --------------- | --------------- | ----------- | ----------- |
| 1    | Tessa Virtue / Scott Moir           | Canada      | 207.32 | 1             | 38.22         | 1               | 65.02           | 1           | 104.08      |
| 2    | Meryl Davis / Charlie White         | États-Unis  | 199.45 | 2             | 37.36         | 2               | 61.93           | 2           | 100.16      |
| 3    | Kimberly Navarro / Brent Bommentre  | États-Unis  | 180.65 | 3             | 34.36         | 3               | 56.67           | 3           | 89.62       |
| 4    | Jennifer Wester / Daniil Barantsev  | États-Unis  | 174.37 | 4             | 30.95         | 4               | 55.44           | 5           | 87.98       |
| 5    | Kaitlyn Weaver / Andrew Poje        | Canada      | 174.36 | 5             | 30.94         | 5               | 54.95           | 4           | 88.47       |
| 6    | Allie Hann-McCurdy / Michael Coreno | Canada      | 164.02 | 6             | 29.73         | 6               | 50.53           | 6           | 83.76       |
| 7    | Cathy Reed / Chris Reed             | Japon       | 158.47 | 7             | 27.06         | 7               | 49.64           | 7           | 81.77       |
| 8    | Yu Xiaoyang / Wang Chen             | Chine       | 148.19 | 8             | 25.61         | 8               | 45.60           | 8           | 76.98       |
| 9    | Huang Xintong / Zheng Xun           | Chine       | 147.02 | 9             | 25.22         | 9               | 45.35           | 9           | 76.45       |
| 10   | Danielle O'Brien / Gregory Merriman | Australie   | 121.86 | 11            | 21.26         | 10              | 37.44           | 10          | 63.16       |
| 11   | Guo Jiameimei / Meng Fei            | Chine       | 112.29 | 12            | 20.96         | 11              | 36.80           | 12          | 54.53       |
| 12   | Yu Sun Hye / Ramil Sarkulov         | Ouzbékistan | 109.56 | 10            | 22.46         | 13              | 33.78           | 13          | 53.32       |
| 13   | Maria Borounov / Evgeni Borounov    | Australie   | 107.52 | 13            | 17.78         | 12              | 34.93           | 11          | 54.81       |